# Barbella perpinnata
Barbella perpinnata är en bladmossart som beskrevs av Brotherus 1906. Barbella perpinnata ingår i släktet Barbella och familjen Meteoriaceae. Inga underarter finns listade i Catalogue of Life.